# Szczecinek (district)
Szczecinek (powiat szczecinecki) is een Pools district (powiat) in de woiwodschap West-Pommeren. De oppervlakte bedraagt 1765,22 km², het inwonertal 78.858 (2014).

## Steden
- Barwice (Bärwalde)
- Biały Bór (Baldenburg)
- Borne Sulinowo (Groß Born)
- Szczecinek (Neustettin)

Stadsdistricten: Szczecin · Koszalin · Świnoujście

Districten:
Białogard · Choszczno · Drawsko Pomorskie · Goleniów · Gryfice · Gryfino · Kamień · Kołobrzeg · Koszalin · Łobez · Myślibórz · Police · Pyrzyce · Sławno · Stargard · Szczecinek · Świdwin · Wałcz

Grootste steden:
Białogard · Goleniów · Gryfino · Kołobrzeg · Koszalin · Police · Stargard · Świnoujście · Szczecin · Szczecinek · Wałcz